# توتلا

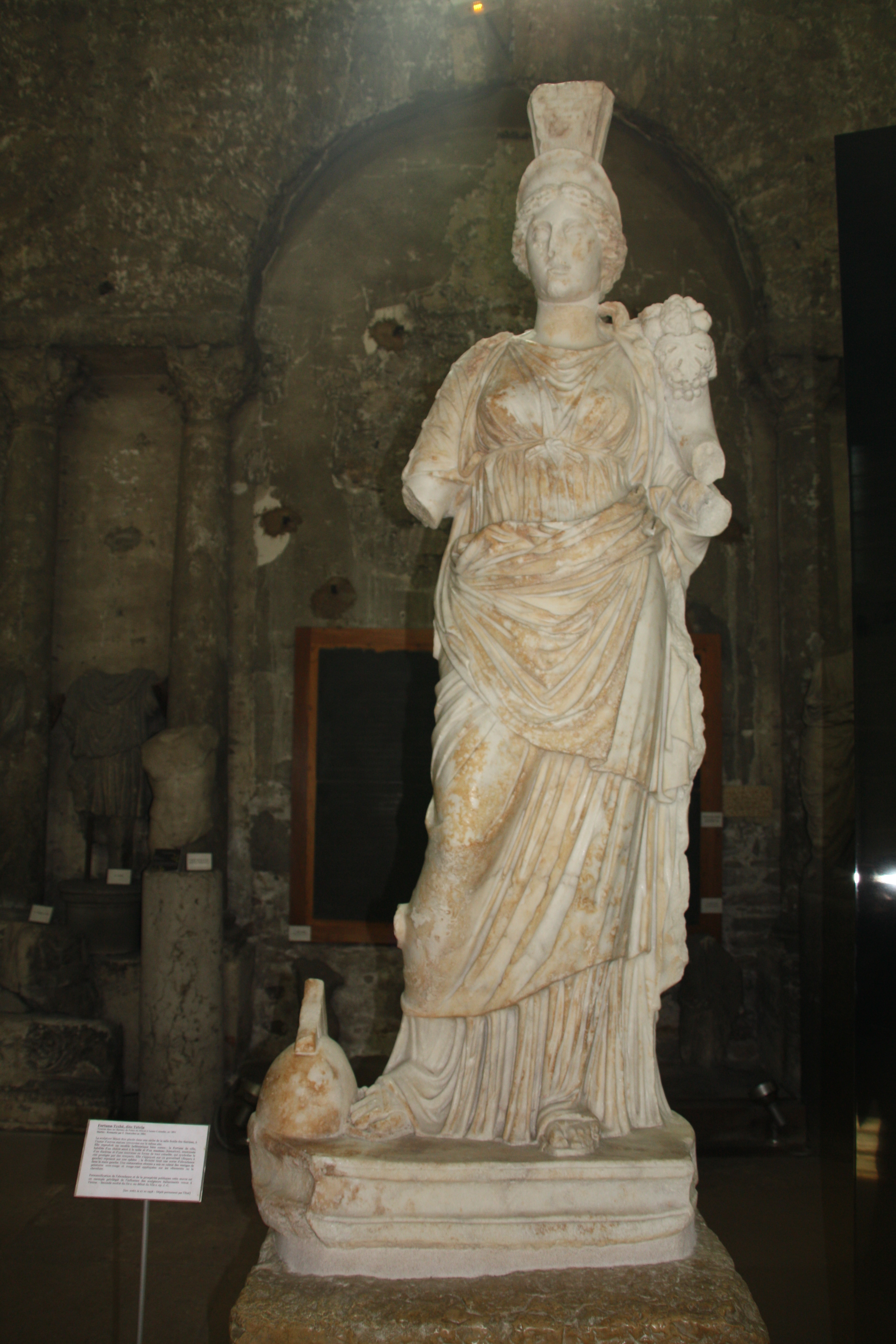
مجسمه گالو-رومی توتلا

توتلا (انگلیسی: Tutela) Tutela مفهوم رومی باستان از سرپرست بود که به عنوان  یک الهه، به ویژه یونوتصور می‌شد. از دوره اولیه تا امپراتوری روم، خدایان سرپرست مختلفی تصور می‌شد که در زمینه سرپرستی و قیمومیت نقش بازی می‌کنند.
توتلا در قانون روم کاربرد خاصی داشت.